# Rotschopf-Baumratte
Die Rotschopf-Baumratte (Santamartamys rufodorsalis, Syn.: Isothrix rufodorsalis, Diplomys rufodorsalis) ist ein Nagetier aus der Familie der  Stachelratten (Echimyidae). Die Art war seit 1898 nicht mehr im Freiland nachgewiesen worden und wurde 2011 wiederentdeckt.

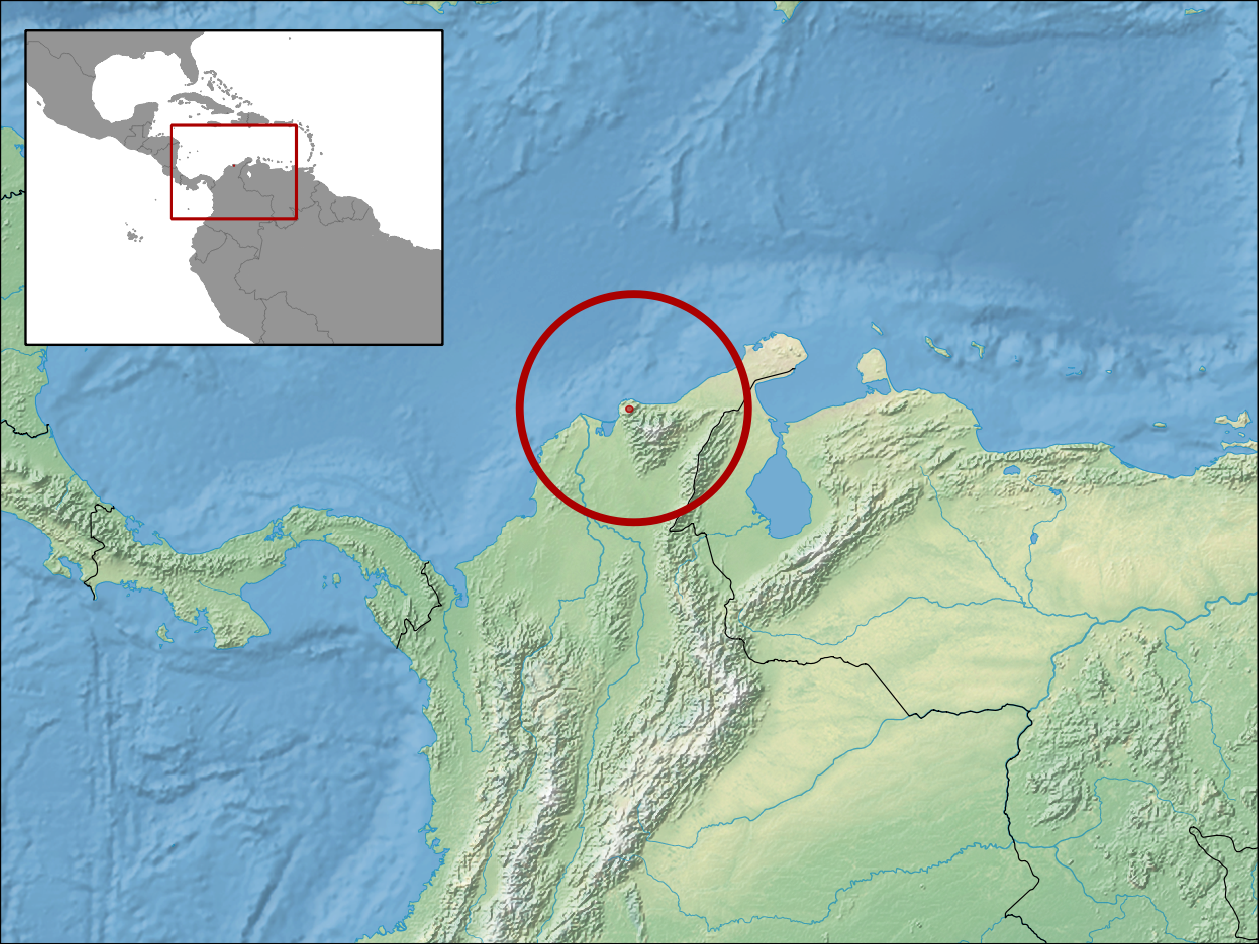
Vorkommen der Rotschopf-Baumratte

## Merkmale
Bis 2011 waren nur zwei Individuen bekannt, von denen eines vermessen wurde. Dieses adulte Männchen hatte eine Gesamtlänge von 45,7 cm, wobei 26,7 cm auf den mehr als körperlangen und kräftigen Schwanz entfielen. Die Ohrlänge betrug 12 mm, die sehr kurzen und breiten Hinterfüße hatten eine Länge von 35 mm. Der Gesichtsschädel ist sehr kurz. Die Augen sind wohl in Anpassung an die nachtaktive Lebensweise auffallend groß. Das Fell ist sehr weich, dicht und lang.
Die Art ist sehr auffallend gefärbt. Auf der Oberseite sind die Tiere intensiv rotbraun, die Flanken und auch die Kopfseiten sind heller gelblich rotbraun und die Unterseite ist grau. Auf Oberkopf und Nacken befinden sich einige Haare mit schwarzen Spitzen. Die kleinen Ohren sind außen unbehaart, auf der Innenseite weisen die Ohrmuscheln zahlreiche lange Haare auf. Der Schwanz ist stark behaart, die körpernahen drei Fünftel sind schwarz, der Rest des Schwanzes ist scharf abgesetzt weiß.

## Systematik
Im Rahmen einer Revision der baumbewohnenden Gattungen der Stachelratten wurde die Art im Jahr 2005 in eine eigene Gattung Santamartamys gestellt.

## Verbreitung, Bestand und Gefährdung
Der Holotyp der Art wurde 1898 in der isolierten Bergkette Sierra Nevada de Santa Marta im Nordosten Kolumbiens gesammelt, ein weiteres nicht genau datierbares Exemplar vor 1913 im selben Gebiet. Am 4. Mai 2011 wurde nach 113 Jahren erneut ein Exemplar im El Dorado Nature Reserve in der Sierra Nevada de Santa Marta nachgewiesen. Die Art konnte anhand von Fotos identifiziert werden.
Die bisherigen Nachweise erfolgten in feuchten Wäldern der oberen tropischen bis unteren montanen Höhenstufe. Die Rotschopf-Baumratte wird von der IUCN aufgrund des wahrscheinlich sehr kleinen Bestandes, des sehr kleinen Verbreitungsgebietes und der wahrscheinlich sehr starken Habitatfragmentierung vorläufig als vom Aussterben bedroht („critically endangered“) eingestuft.
Für eine sichere Einschätzung der Gefährdung wären zusätzliche Informationen darüber nötig, inwieweit die Art in vom Menschen veränderten Habitaten, wie degradierten oder durch Holzeinschlag gestörten Wäldern, überleben kann.